# Zákon a milost (Lucas Cranach starší)
Zákon a milost (též První hřích a vykoupení lidstva, anglicky: Law and Grace, Law and Gospel / Damnation and Salvation nebo The Fall and Redemption of the Mankind, The Old Testament as Lex and the New Testament as Gratia, německy: Sündenfall und Erlösung, nebo Gesetz und Gnade, Gesetz und Evangelium) je považován za jeden z nejvýznamnějších obrazů Lucase Cranacha staršího. Dílo ze sbírky Národní galerie v Praze patří ke dvěma nejstarším známým verzím téhož námětu. Je označováno jako tzv. "pražský typ" a je od něj odvozena řada dalších obrazů, mimo jiné raná kopie ze 16. století, rovněž uložená ve sbírce starého evropského umění Národní galerie v Praze. Jde o nejznámější a nejvlivnější alegorii, zobrazující základní teze Lutherovy reformace církve.

## Historie obrazu
Původ obrazu není znám, ale pravděpodobně byl objednán pro některý kostel v severních Čechách. Koncem 18. století byl obraz ve vlastnictví pánů z Vrbna, odkud se dostal do sbírky hraběte Johanna Nostitz-Rienecka. Ten obraz v letech 1814-1922 zapůjčil do Obrazárny Společnosti vlasteneckých přátel umění. Roku 1922 byl obraz vrácen majitelům a roku 1950 získán do sbírky Národní galerie v Praze.
Kopie obrazu zřejmě pochází rovněž z majetku pánů z Vrbna. Roku 1800 ji Národní galerii v Praze zapůjčila Marie Anna Thun, rozená Kolowrat-Liebsteinský.

## Popis
Olej na desce z lipového dřeva. Rozměry 72 x 88,5 cm jsou výsledkem seříznutí původního obrazu po stranách a dole před rokem 1815. Chybějící dolní část obsahovala texty a je zachována na kopii obrazu, která je rovněž ve sbírce Národní galerie v Praze. Infračervená reflektografie odhalila podkresbu volnou rukou s množstvím drobných detailů určujících fyziognomii postav. Malba se drží podkresby a pouze místy upřesňuje formu.
Zkoumání kopie originálního obrazu (87 x 88,5 cm), která je s originálem v obrazové části zcela identická, ale jsou na ní zachovány texty, odhalilo pomocí infračervené reflektografie čtvercovou síť, která sloužila při jejím zhotovení. Použité pigmenty i styl malby odpovídají době vzniku kolem poloviny 16. století. Texty v němčině přesně identifikují jednotlivé postavy a scény a vysvětlují jejich smysl. Obraz je tak významným prostředkem výkladu Lutherova učení o "Ospravedlnění vírou".

### Výklad vyobrazení
Obraz je symetricky rozdělen na dvě poloviny Stromem života, jehož větve jsou vlevo suché, vpravo zelené. Levá polovina (sub lege) zobrazuje příběhy Starého zákona: klečícího Mojžíše, který na hoře Sinaj přijímá desky s desaterem, Evu a Adama pod Stromem poznání, tábor Izraelitů s lidmi, kteří se vzepřeli Bohu a umírají uštknutím hady, kůl s povýšením hada na poušti – bronzovým hadem, který chrání ty co k němu vzhlížejí, otevřený hrob s mrtvým jako symbolem smrti.
K nahému člověku, sedícímu uprostřed pod stromem, s tělem na straně hříchu (Zákona) a hlavou na straně Milosti, mluví z levé strany starozákonní prorok Izaiáš a ukazuje na Ukřižovaného Vykupitele ve druhé polovině scény, zobrazující symboly Božího milosrdenství. Jan Křtitel, který s k člověku obrací z pravé poloviny obrazu, ukazuje beránka Božího s korouhví – symbol spasení.
Na pravé straně (sub gratis) jsou vyobrazeny scény z Nového zákona: Ukřižovaný a beránek Boží, Marie na hoře Sion, symbolizující věřící, kteří se pokorně a pasivně podvolují Boží vůli, vtělený Kristus s křížem, přilétající z chóru andělů k Marii, v pozadí Zvěstování pastýřům. Zmrtvýchvstalý Ježíš Kristus stojí v popředí a pod nohama drtí draka a lidský skelet jako symboly ďábla a smrti.
Martin Luther vychází z listů apoštola Pavla Římanům a blíže vysvětluje své pojetí v díle De servo arbitrio (1525). Cranachova vizuální interpretace Lutherova učení, ovlivněná i Philippem Melanchtonem, pochází z doby po roce 1528. Vysvětluje rozdíl mezi katolicismem (založeným na Starém zákonu) a protestantstvím (opírajícím se o víru v Boží milost). Po vydání Melanchtonovy Augsburské konfese (1530) tak obraz symbolizoval velmi aktuální obraz církve na rozcestí.
Cranach vytvořil na téma "Zákon a milost" několik kompozic, které dodržují rozvržení na dvě poloviny zobrazující Starý a Nový zákon, ale dosti významně se liší v detailech. Vůbec prvním podobným vyobrazením je Cranachova ilustrace titulního listu Lutherova spisu Auslegung der Evangelien vom Advent bis cum Ostern (1528, Wittenberg), která se shoduje s pražským obrazem. Ten je jedním ze dvou dochovaných raných typů..
Druhou z raných verzí ("typ Gotha", 1529) vlastní Nadace zámku Friedenstein v Gotha ("Stiftung Schloss Friedenstein, Gotha") Od pražské se liší zejména oddělením obou scén a podobá se tak dvěma stranám v rozevřené knize. Levá část zobrazuje Krista jako vládce sféry a soudce posledního soudu s řadami prosebníků po stranách. Dole na zemi nahý a bezbranný člověk (Adam) utíká do hořícího pekla s hlavami hříšníků, pronásledován smrtkou a ďáblem. Mojžíš, obklopený proroky, přísně ukazuje prstem na stránky Desatera a potvrzuje nevyhnutelnost jeho osudu. V pravé části ukazuje Jan Křtitel nahému člověku Krista na kříži jako Spasitele (podle slov Janova evangelia (1, 29): „Hle beránek Boží, který snímá hříchy světa“). Krev z Kristova boku, přinášející spasení a prolnutá s holubicí Ducha svatého (koncept smývání hříchů člověka prostřednictvím Ducha svatého, podobně jako při svátostech eucharistie a křtu), tryská na hlavu člověka. Nad ďáblem a smrtí stojí beránek Boží. Zmrtvýchvstalý Kristus se vznáší nad jeskyní s prázdným hrobem. V jiné verzi (Norimberk, 1529) stojí beránek uprostřed a nad smrtí vítězí Zmrvýchvstalý Kristus.
Podobnou kompozici mají i čtyři scény na deskách křídlového oltáře v kostele sv. Wolfganga ve Schneebergu (1532–1539). Ten je doplněn predelou s Poslední večeří Páně, kde apoštolové přijímají krev Krista v podobě vína. Aktualizace původní kompozice, na které se podílel Lucas Cranach mladší, zahrnula mezi hříšníky v pekelných plamenech také papeže. Podle kroniky města Jáchymova byl na dnes ztraceném oltáři z Cranachovy dílny mezi apoštoly kromě Cranacha staršího zobrazen také portrét jeho syna Cranacha mladšího, Martina Luthera nebo kurfiřta Bedřicha Moudrého Saského. Podobně jsou jako apoštolové zobrazeni Luther a Melanchton na retáblu ze zámeckého kostela v Dessau (1565) a Cranach mladší jim roznáší víno.

### Jiné verze

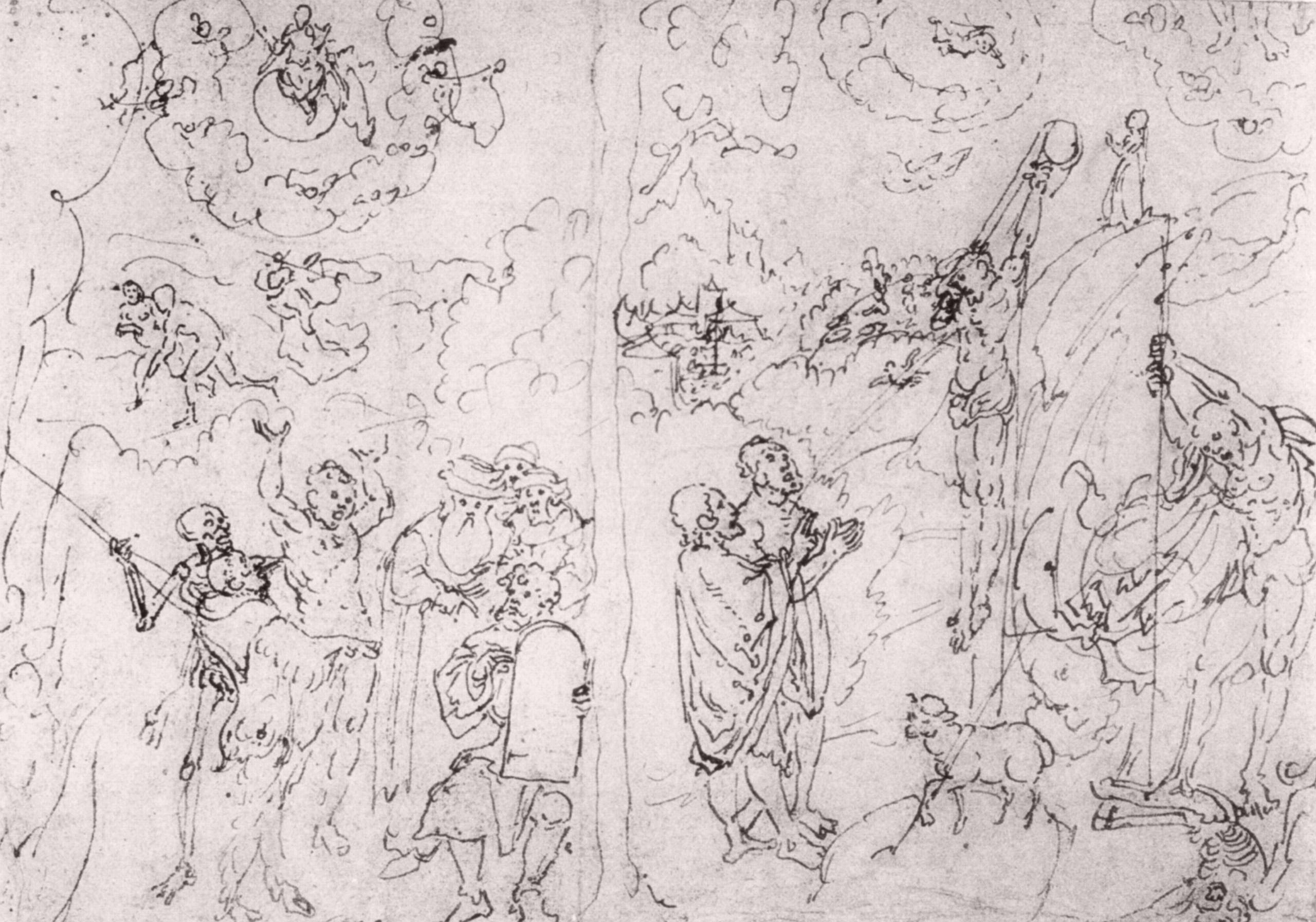
Zákon a milost, kresebná studie Lucase Cranacha (1529)
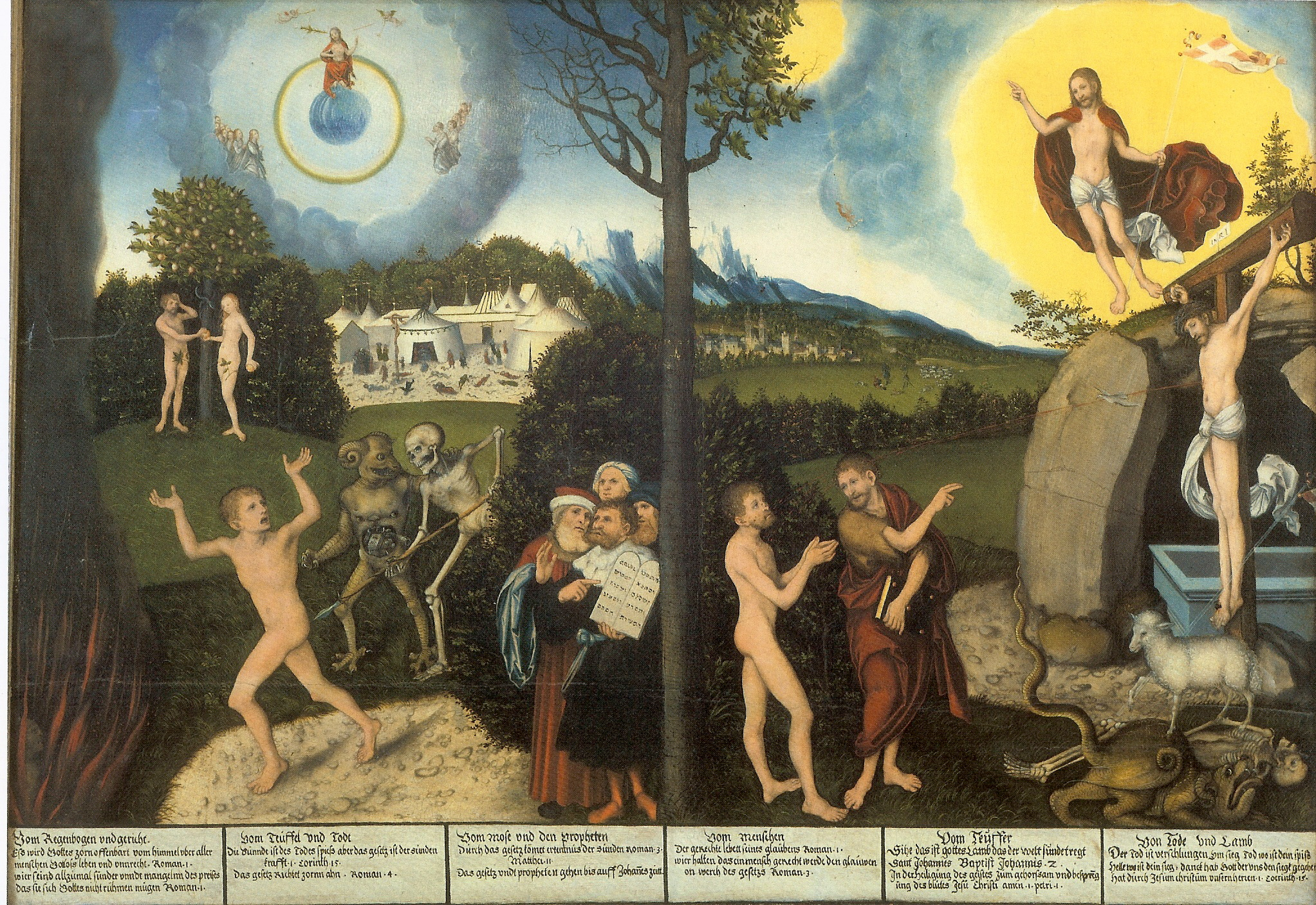
Gesetz und Gnade (1529), Gotha
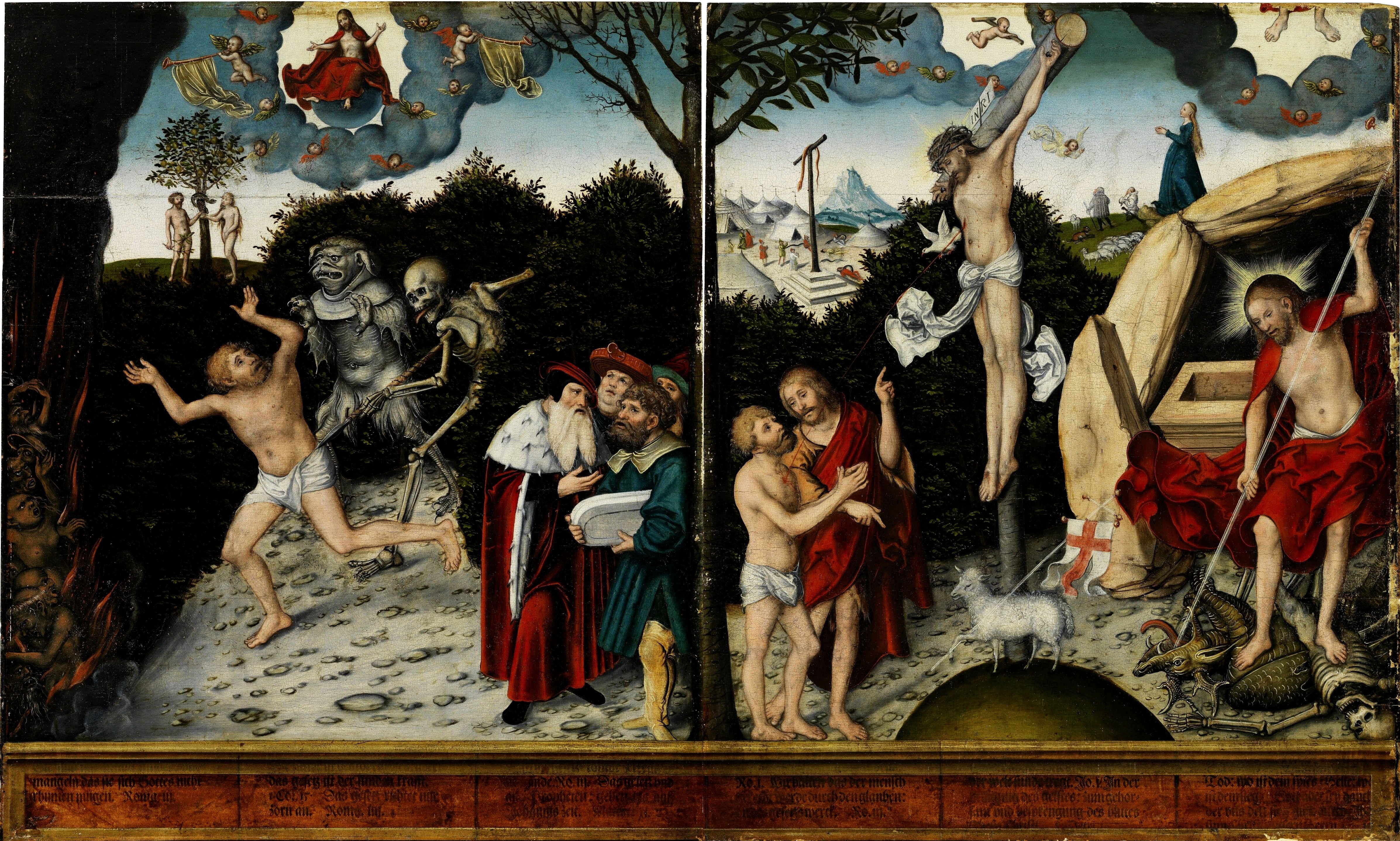
Gesetz und Gnade (1529), Germanisches Nationalmuseum Norimberk
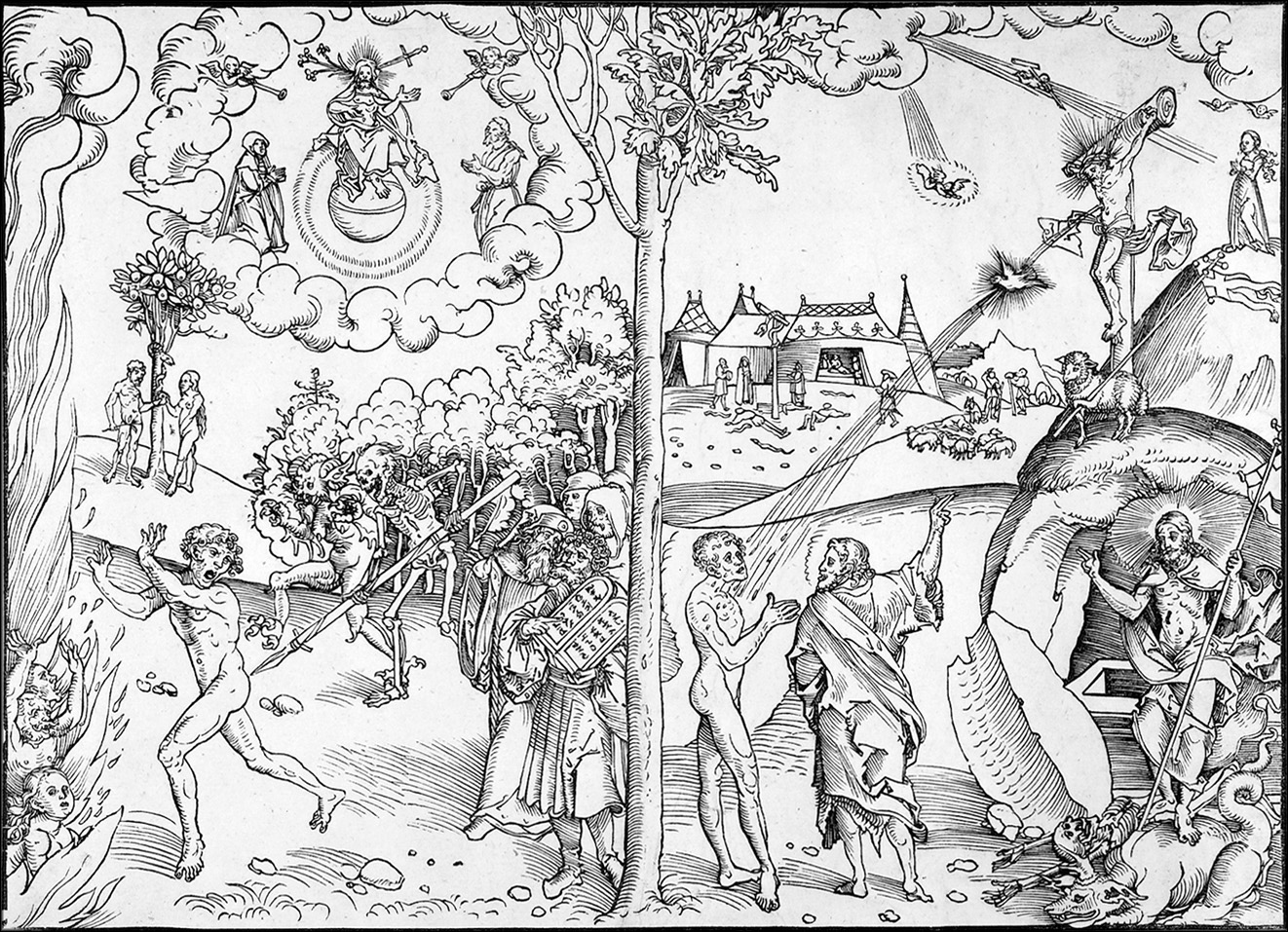
Zákon a milost, dřevořez Lucase Cranacha (1529-1530)
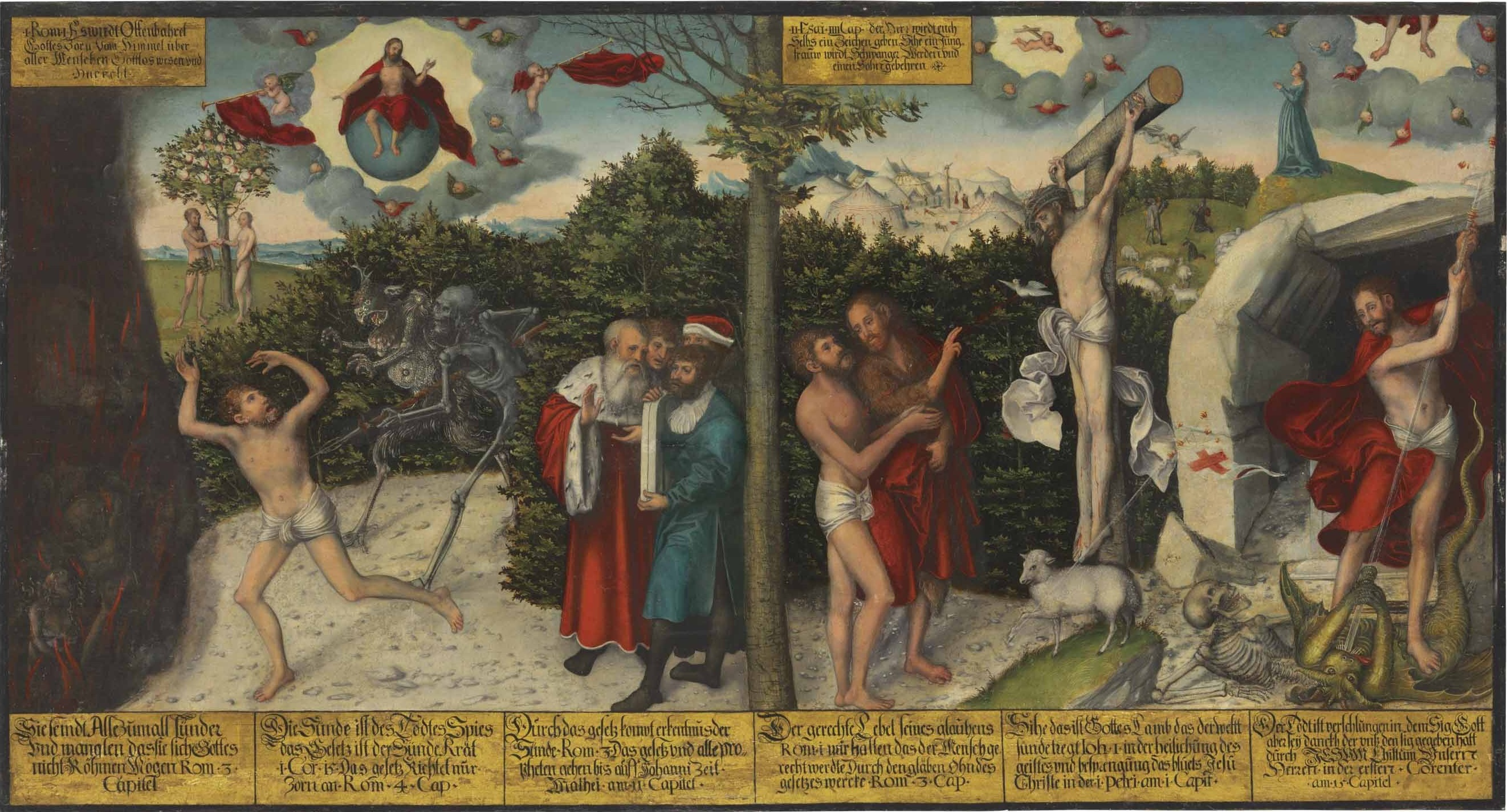
Verdammnis und Erlösung (1536), soukromá sbírka
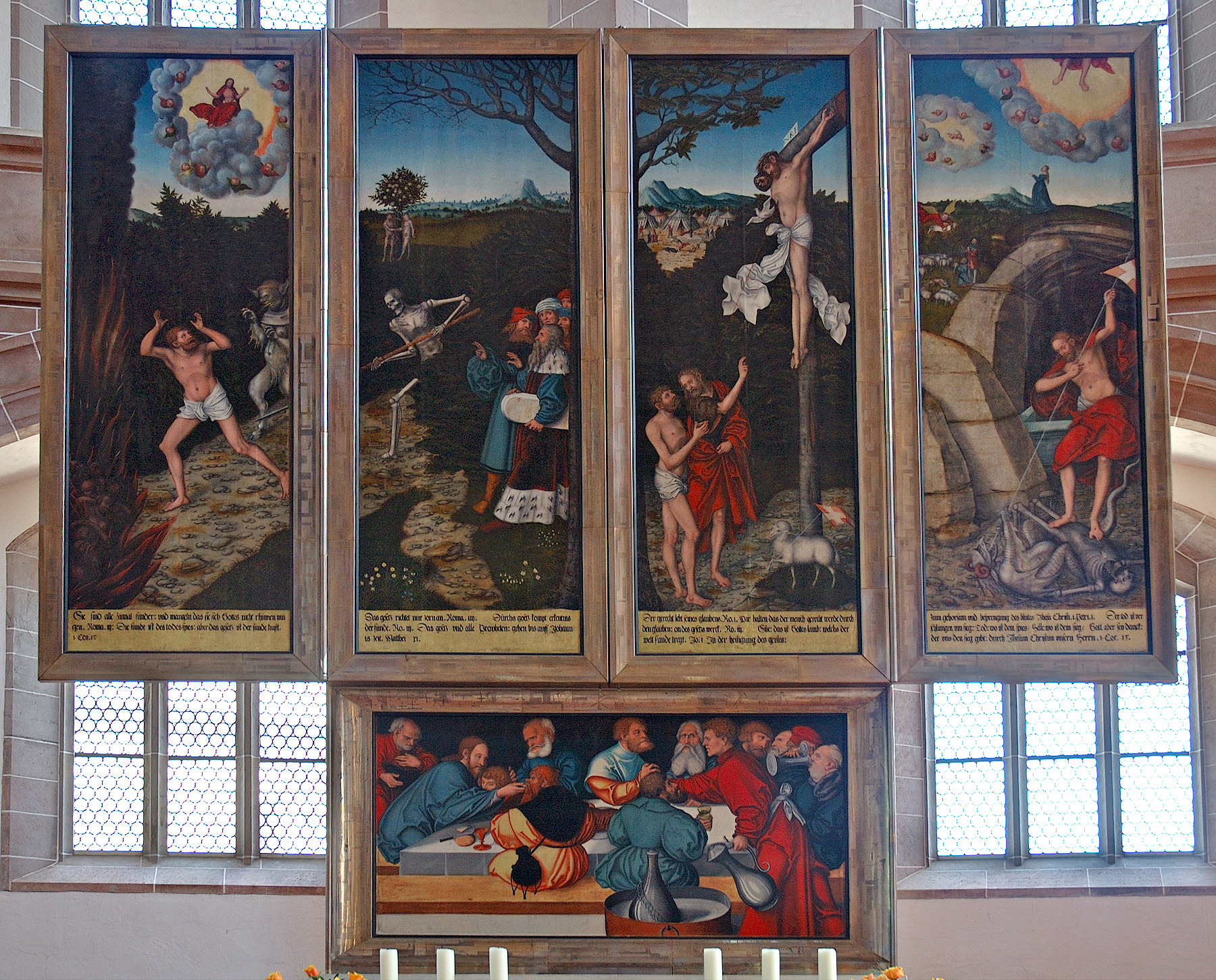
Schneeberg St. Wolfgangskirche (1532-1539)
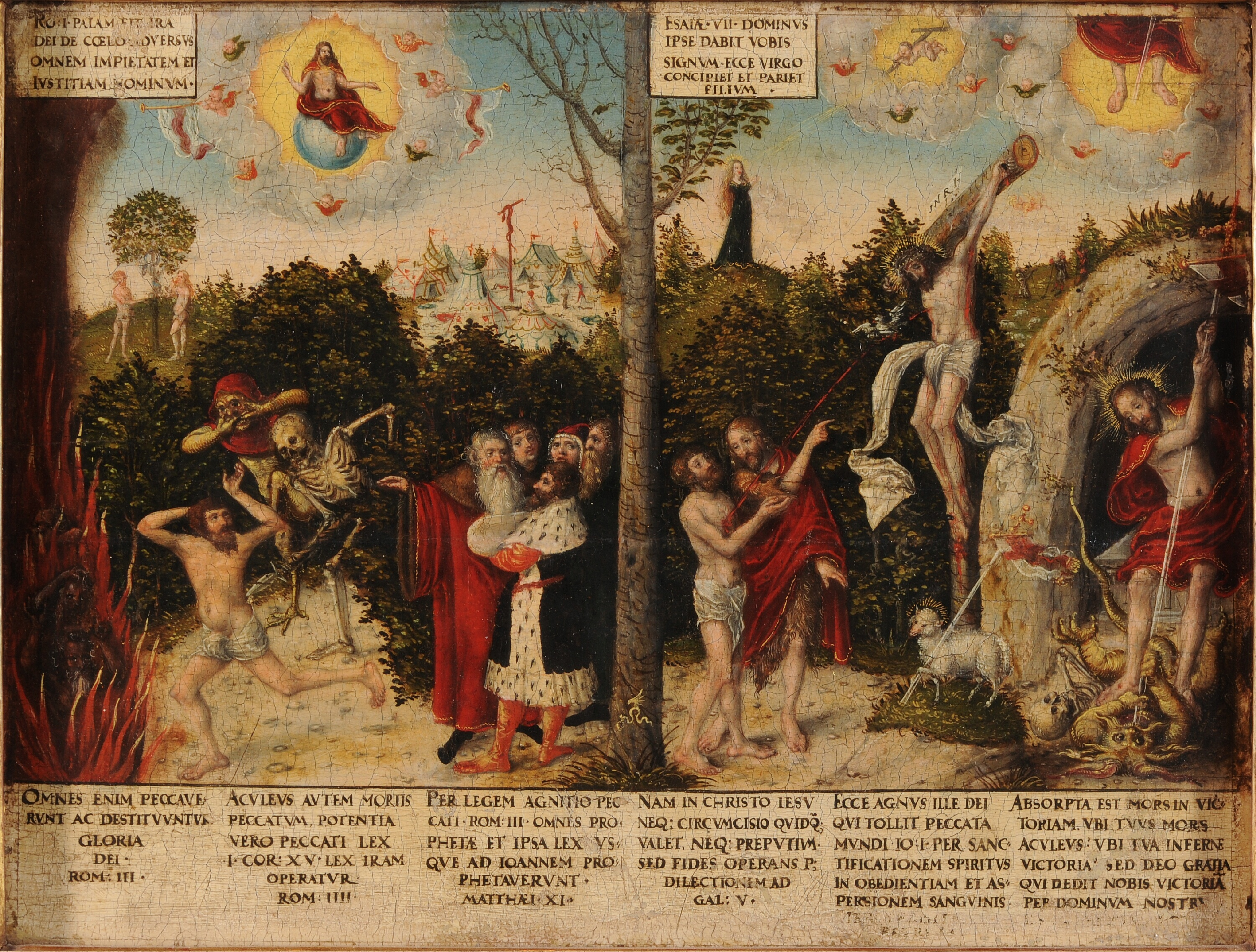
Gesetz und Gnade (1550), Lutherhaus Wittenberg
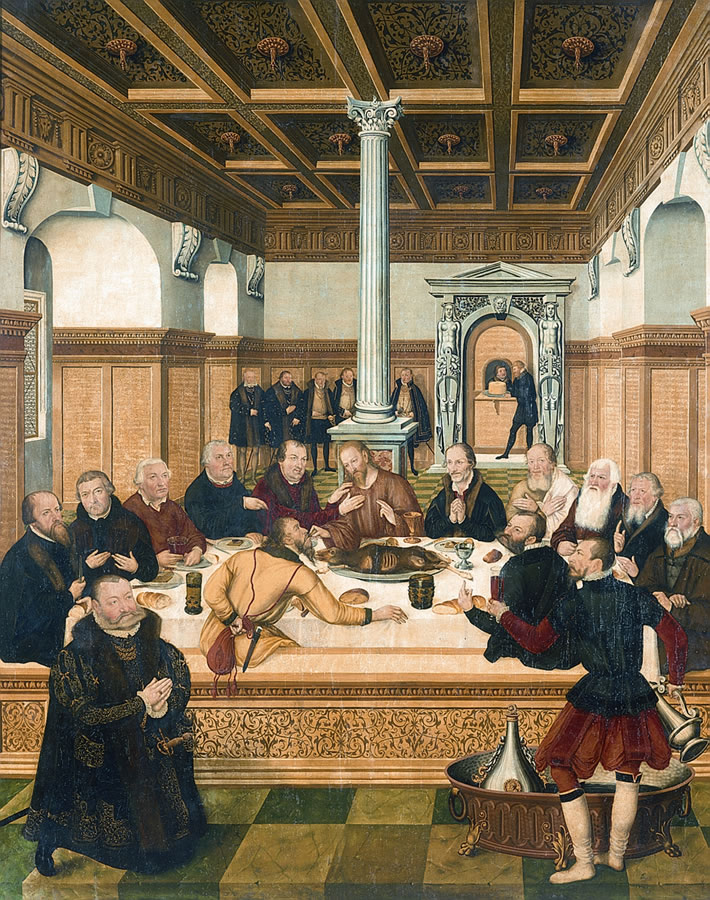
Das Abendmahl (1565), Johanniskirche Dessau
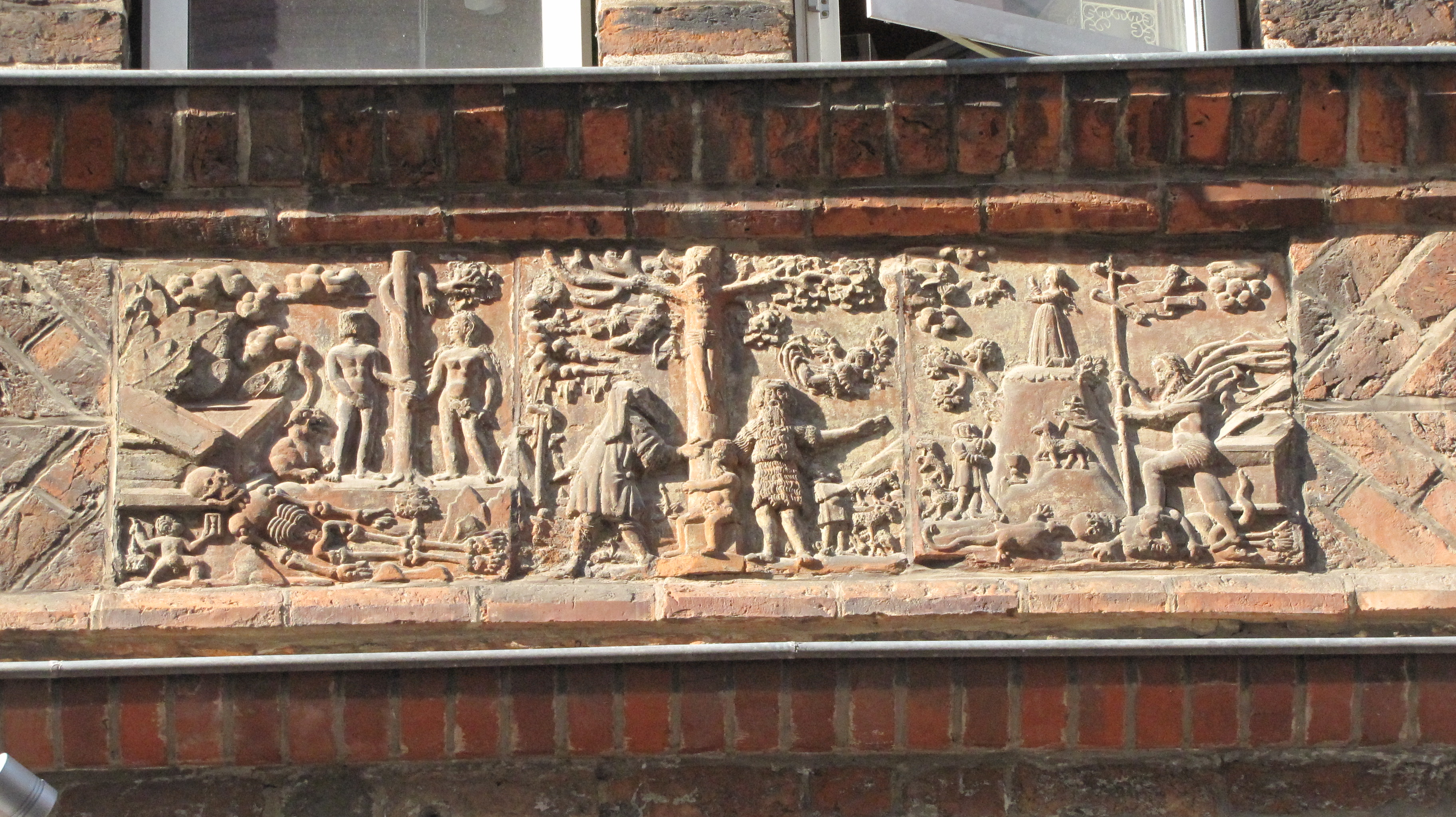
Gesetz und Gnade, reliéf (pol. 16. stol.), Lübeck

### Reflexe obrazu v Českých zemích
- oltářní retábl, kostel sv. Jáchyma v Jáchymově (objednán hrabaty Šliky, zničen při požáru roku 1873)
- nástěnná malba, Zámek Pardubice[11]
- nástěnná malba, exteriér klášterního kostela sv. archanděla Michaela, Horažďovice
- nástěnné malby, hradní kaple v Horšovském Týně
- nástěnné malby, kostel sv. Václava v Moravské Ostravě[12]
- křížová chodba dominikánského kláštera v Českých Budějovicích[13]
- kamenný reliéfní epitaf, hřbitovní kostel p. Marie v Broumově[14]
- dřevěný reliéfní epitaf rodiny Grigersdorfů v Jordanově (1596)
- malovaný epitaf, kostel sv. Petra a Pavla, Bernartice (1571)[15]
- iluminace, bible Bartoloměje Netolického (Melantrichova)